# Serviço de Ação Antiminas das Nações Unidas
O Serviço de Ação Antiminas das Nações Unidas (UNMAS, do inglês United Nations Mine Action Service), ligado ao Departamento de Operações de Manutenção da Paz, é a unidade responsável por assegurar uma resposta efetiva, proativa e coordenada das Nações Unidas ao problema das minas terrestres e explosivos remanescentes de guerra. Atua em colaboração com 13 outros departamentos, agências, fundos e programas da ONU. 
O UNMAS estabelece e gerencia centros de coordenação de ações Antiminas nos países afetados pelo problema, planeja e dirige operações, mobiliza recursos e estabelece prioridades nos países e territórios em que atua. Atualmente o UNMAS é dirigido por Agnès Marcaillou. Segundo ela, a ação Antiminas abrange todas as minas, munições de fragmentação, resíduos explosivos de guerra, bem como munições e Dispositivos Explosivos Improvisados (IEDs), um conceito adotado pela nova Estratégia de Ação de Minas da ONU. 
As minas terrestres encontram-se disseminadas em 78 países e são remanescentes de conflitos que terminaram há vários anos - às vezes, várias décadas. A cada ano, essas minas matam entre 15.000 e 20.000 pessoas - a maioria civis, principalmente crianças - e mutilam gravemente milhares de outras.
O dia 4 de abril é o dia internacional de informação sobre o perigo das minas e de assistência a vítimas de minas.